# Giovanni Giornovichi
Giovanni Giornovichi (auch Giovanni Mane Giornovich, Ivan Mane Jarnović; getauft 29. November 1747 in Palermo; † 23. November 1804 in Sankt Petersburg) war ein italienischer Violinvirtuose und Komponist, vermutlich dalmatischer Herkunft.

## Leben und Wirken
Über Kindheit und Jugend von Giornovichi ist wenig bekannt. Möglicherweise wurde er auf einem Schiff, als Sohn des reisenden Künstlers Giovanni Maria Giornovici und der Maria de Marchi geboren. Sein Familienname ist in mehr als 30 verschiedenen Schreibweisen (Konzertankündigungen und Berichte in Zeitungen) überliefert, darunter auch „Ivan Mane Jarnovic“, was auf die Abstammung hindeuten könnte.
Er war möglicherweise ein Schüler von Antonio Lolli und er bewunderte Joseph Haydn, dem er 1790 in London begegnete. 1769 wurde er erstmals in Paris erwähnt, wo er mit großem Erfolg beim Concert spirituel seine eigenen Konzerte aufführte. Er bereiste Berlin, wo er 1779 bis 1781 erster Violinist im Orchester des Kronprinzen Friedrich Wilhelm war, Dresden, Wien, Warschau, Sankt Petersburg, Stockholm und von 1790 bis 1796 London, er gab in den Jahren 1792, 1798 und 1799 Konzerte in Hamburg und übersiedelte schließlich nach Sankt Petersburg, wo er erster Violinist beim Orchester der Kaiserin Katharina II. war.
Giornovichi komponierte zweiundzwanzig Violinkonzerte, sechs Streichquartette sowie Sonaten und Duette für Violine.
Sein Leben war Gegenstand der Novelle Jarnowick von Gustave Desnoisterres (1817–1892), die 1844 erschien.